# مرصاد سیفی
مرصاد سیفی (زادهٔ ۲۰ مرداد ۱۳۸۲ در قائم‌شهر) بازیکن فوتبال اهل ایران است که در پست دفاع چپ برای باشگاه فوتبال شباب الاهلی در لیگ برتر امارات متحده عربی بازی می‌کند.
وی سابقه بازی برای تیم ملی فوتبال جوانان ایران و نیز دعوت به اردوی امید ایران را در کارنامه دارد.

## عملکرد باشگاهی

### نساجی
سیفی فوتبال حرفه‌ای را از تیم شهر زادگاهش، نساجی قائم‌شهر آغاز کرد و پس از بازی برای رده‌های پایهٔ این تیم در سال ۱۴۰۱ به تیم اصلی راه یافت و نخستین بازی رسمی خود در لیگ برتر را در هفتهٔ ۲۵ فصل ۰۲–۱۴۰۱ به تاریخ ۱۷ فروردین ۱۴۰۲ مقابل فولاد خوزستان انجام داد، وی در این بازی پس از ۸۶ دقیقه به جای علی شجاعی وارد زمین شد.